# Закиров, Кадыр Закирович
Кадыр Закирович Закиров (узб. Қодир Зокир ўғли Зокиров; 25 июля 1906 года, Ферганская долина, Российская империя — 9 августа 1992 года, Ташкент, Узбекистан) — советский и узбекский учёный, ботаник и педагог. Бывший член Верховного Совета СССР.

## Биография
Родился 25 июля 1906 года в Ферганской долине (точное место рождения неизвестно, по разным сведениям он родился в Андижане или Джалалабаде), в семье ремесленника. В 1920 году поступил в новообразованную советскую молодёжную организацию «Ликбез». В 1932 году Закиров окончил Ташкентскую педагогическую академию.
В 1937—1941 годах работал преподавателем в Центральноазиатском университете. В 1937 году получил звание доцента и был назначен исполняющим обязанности заведующей кафедры ботаники Самаркандского государственного университета. С 1943 по 1952 год возглавлял кафедру ботаники Ташкентского государственного педагогического университета. В 1952 году был назначен директором института ботаники Академии наук Узбекской ССР.
В 1959—1963 годах был членом Верховного Совета СССР. Также, являлся членом академии наук Узбекской ССР и независимого Узбекистана.
Скончался 9 августа 1992 года в возрасте 86 лет в Ташкенте, Узбекистан.

## Награды
- 2 ордена Трудового Красного Знамени
- Государственная премия Узбекской ССР им. А. Р. Беруни (1968)[1]

## Основные публикации
- Закиров К. З. Флора и растительность бассейна реки Зеравшан: в 2-х т.. — Ташкент: Изд-во АН УзССР, 1955—1962.